# Toujours plus
Pour livre de François de Closets, voir Toujours Plus !.
Pour le livre de Lena Situations, voir Léna Situations#Publication de l’ouvrage Toujours plus.
Toujours plus est un moyen métrage de Luc Moullet réalisé en 1994.

## Synopsis
Le documentaire ausculte avec minutie et humour le monde des supermarchés.

## Fiche technique
- Titre : Toujours plus
- Réalisation : Luc Moullet
- Image : Lionel Legros
- Son : Patrick Frederich
- Montage : Isabelle Patissou-Maintigneux
- Production : Les Films d'Ici, Canal+.
- Durée : 24 minutes
- Format : 16 mm, couleur
- Date de sortie : 1995

## Distribution
- Jocelyne Auclair
- Olivier Maltinti
- Luc Moullet

## Suite
Le cinéaste a réalisé une suite à son documentaire avec Toujours moins réalisé en 2010 .